# Puente Nihonbashi en Edo
Puente Nihonbashi en Edo (江戸日本橋 Edo Nihon-bashi?) es una estampa japonesa de estilo ukiyo-e obra de Katsushika Hokusai. Fue producida entre 1830 y 1832 como parte de la célebre serie Treinta y seis vistas del monte Fuji, a finales del período Edo. Retrata el Nihonbashi y sus alrededores, puente que constituía el centro de la antigua Edo y el punto de partida de las cinco rutas que recorrían la isla de Honshu.

## Escenario
Los paisajes urbanos del distrito comercial de Edo —en la actual Tokio— se caracterizaban a menudo por tres motivos: el arco del Nihonbashi (日本橋 lit. puente de Japón?), los tejados escalonados del castillo Edo y el monte Fuji a la distancia. El puente era un símbolo de la ciudad gracias a su forma distintiva y su ubicación céntrica, además de ser el inicio de las cinco rutas del período Edo, incluida la más concurrida Tōkaidō. En sus alrededores los principales minoristas regentaban tiendas y almacenes. La estructura fue construida entre 1602 y 1603 (el mismo año que se instauró el shogunato Tokugawa) y cruza el río Nihonbashi, un afluente del río Sumida. Ha sido reconstruido en varias ocasiones, y en la actualidad es un puente de piedra. Un sistema de canales servía como medio de transporte en la ciudad; en esta xilografía se aprecia la parte trasera de los almacenes, algunas con sus nombres en letreros, desde donde los trabajadores atracaban las barcas para descargar los productos.

## Descripción
La composición muestra «el recorte radical de Hokusai del puente en primer plano», lo que centra la mirada del espectador a la multitud que recorre el Nihonbashi. Con vista hacia el oeste, retrata el canal azul flanqueado por almacenes de color blanco, con el castillo Edo y el monte Fuji en el fondo. El puente es apenas reconocible, de no ser por el característico remate sobre uno de sus postes. De este modo, solo muestra las cabezas de los trabajadores, vendedores y cargadores, lo que exalta la sensación de bullicio. Para esta obra, Hokusai empleó una perspectiva occidental exagera para crear una composición triangular; el puente atraviesa el primer plano horizontalmente y en segundo término se aprecian los almacenes «llenos de bienes de comerciantes adinerados». El estudio del autor de este tipo de perspectiva se aprecia en los edificios y el río que convergen en un punto de fuga, además de la disminución gradual de las barcas.